# Parco Scherrer
Parco Scherrer is een park in de plaats Morcote in het kanton Ticino in Zwitserland. Het terrasvormige park ligt op een steile helling aan de oeverweg van het Meer van Lugano. Het bevat een verzameling gebouwen, bouwwerken en beeldhouwwerken gemodelleerd naar voorbeelden uit verschillende culturen en perioden,  voornamelijk uit het Middellandse Zeegebied en Azië. Het park werd tussen 1930 en 1956 aangelegd door de eigenaar Hermann Arthur Scherrer, een textielhandelaar afkomstig uit het kanton Sankt Gallen, en is sinds 1965 opengesteld voor het publiek.

## Beschrijving
Parco Scherrer bestaat uit twee delen met verschillende stijlen, een mediterraan en een Aziatisch gedeelte. De uitgestippelde route voor bezoekers leidt eerst door het mediterrane gedeelte in renaissance- en barokstijl met een groot aantal beelden en vervolgens, door een bamboebos, in het oosterse gedeelte met gebouwen en de typische flora van deze streken. Behalve de voormalige villa van Hermann Arthur Scherrer omvat het park een Limonaia, een Romeinse fontein, een Siamees theehuis, een Arabisch huis en een Indiaas huis. Bovendien zijn er kleinere kopieën (vaak follies genoemd) van een Griekse tempel, een Egyptische tempel en een Monopteros in het park. Ook de flora in het park is buitengewoon en gevarieerd. Er zijn ceders, cipressen, Mexicaanse dennen, Chinese magnolia's, palmen, eucalyptusbomen, camelia's, oleanders, kamperfoelie, wisteria's en meer.

## Geschiedenis
Parco Scherrer is de creatie van de textielhandelaar Hermann Arthur Scherrer (1881-1956) die veel landen bereisde. Hij was de oudste van vijf kinderen. Na de lagere school bezocht hij het gerenommeerde Institut Dr. Schmidt in Sankt Gallen en verhuisde vervolgens naar Lausanne waar hij de Franse taal leerde spreken. In Sankt Gallen exploiteerde hij de herenkledingzaak 'Kamelhof' in de Multergasse, waar hij maatkleding, uniformen voor ambtenaren, rij- en sportkleding en stoffen verkocht. In Aken bezocht hij de textielschool, in Siena studeerde hij Italiaans en in Noord-Amerika leerde hij de Engelse taal en verrijkte hij zijn kennis. In 1907 verhuisde hij naar München, waar hij de winkel van zijn vader overnam.
In 1930 koopt Hermann Arthur Scherrer een oud huis met een stal aan de oeverweg in Morcote en het terrasvormige perceel erboven. Hij liet het huis uitbreiden tot een duurzame villa en de terrassen, waar toen kastanjebomen groeiden, begon hij stukje bij beetje om te vormen tot het park zoals het nu is. Hermann Arthur Scherrer overleed in 1956. Zijn vrouw Amalia verkocht de villa met de tuin in 1965 aan de gemeente Morcote op voorwaarde dat de tuin zou worden opengesteld voor het publiek.

## Afbeeldingen

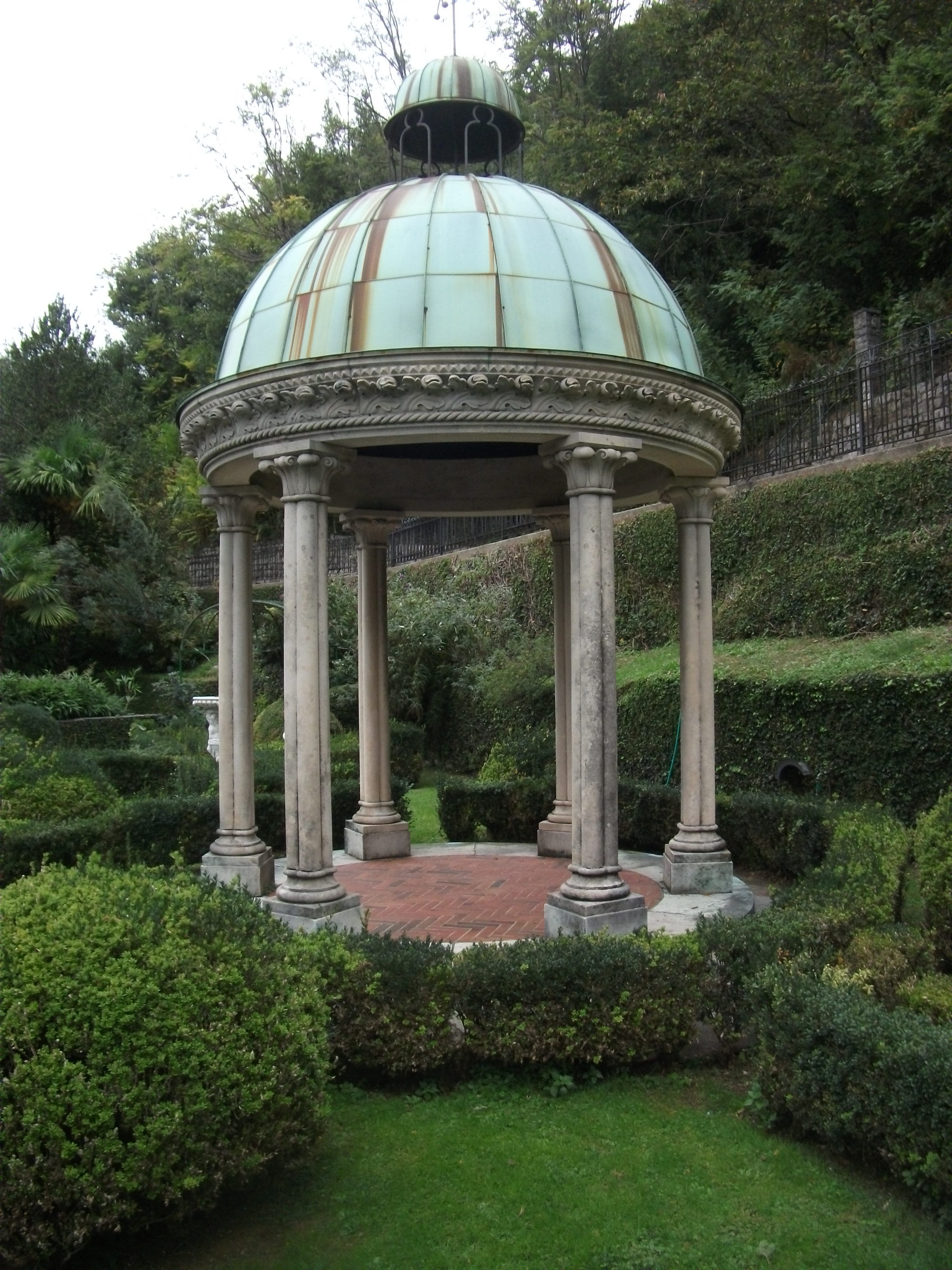
Tempel van de zon
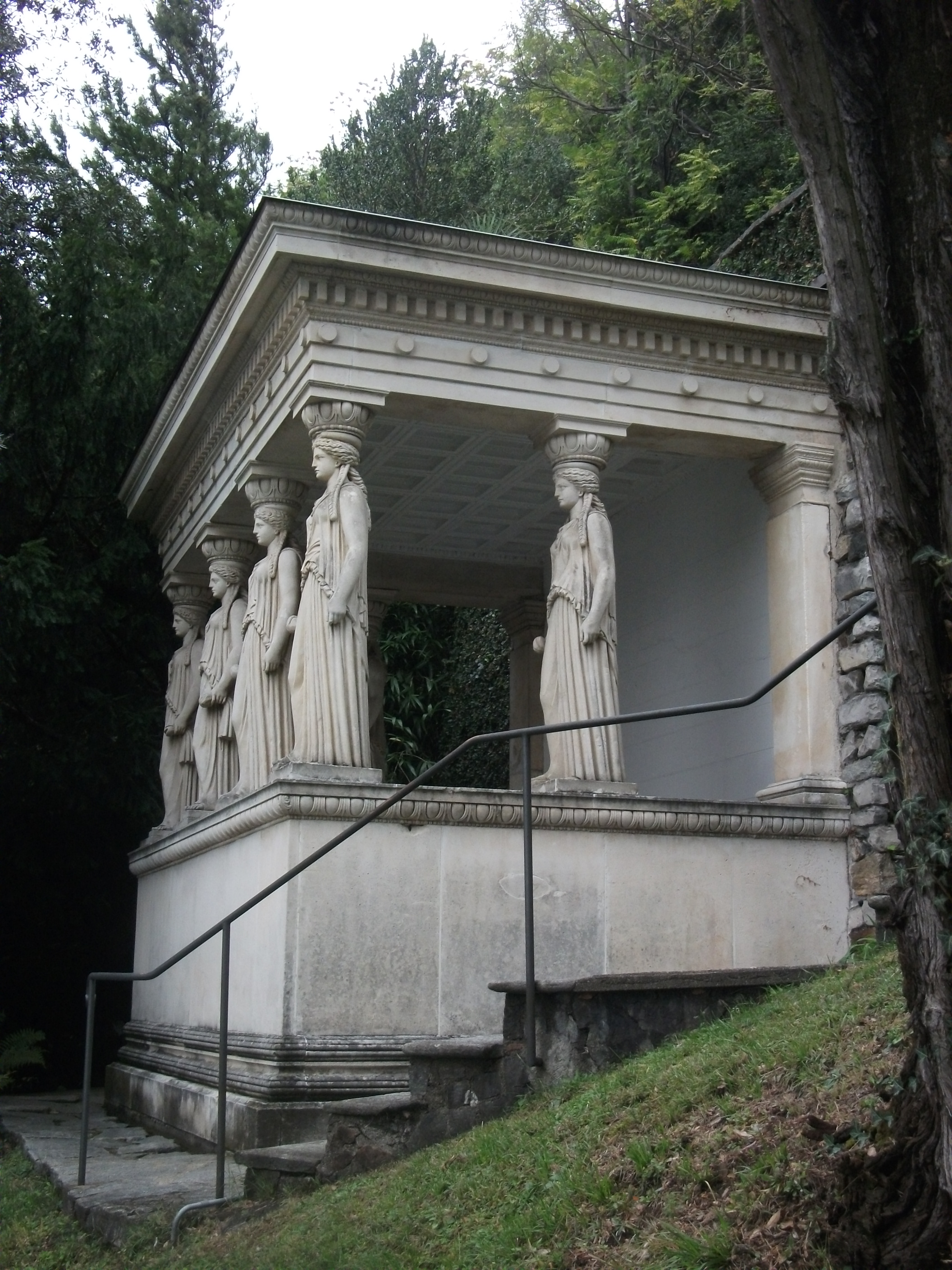
Portaal van de maagden
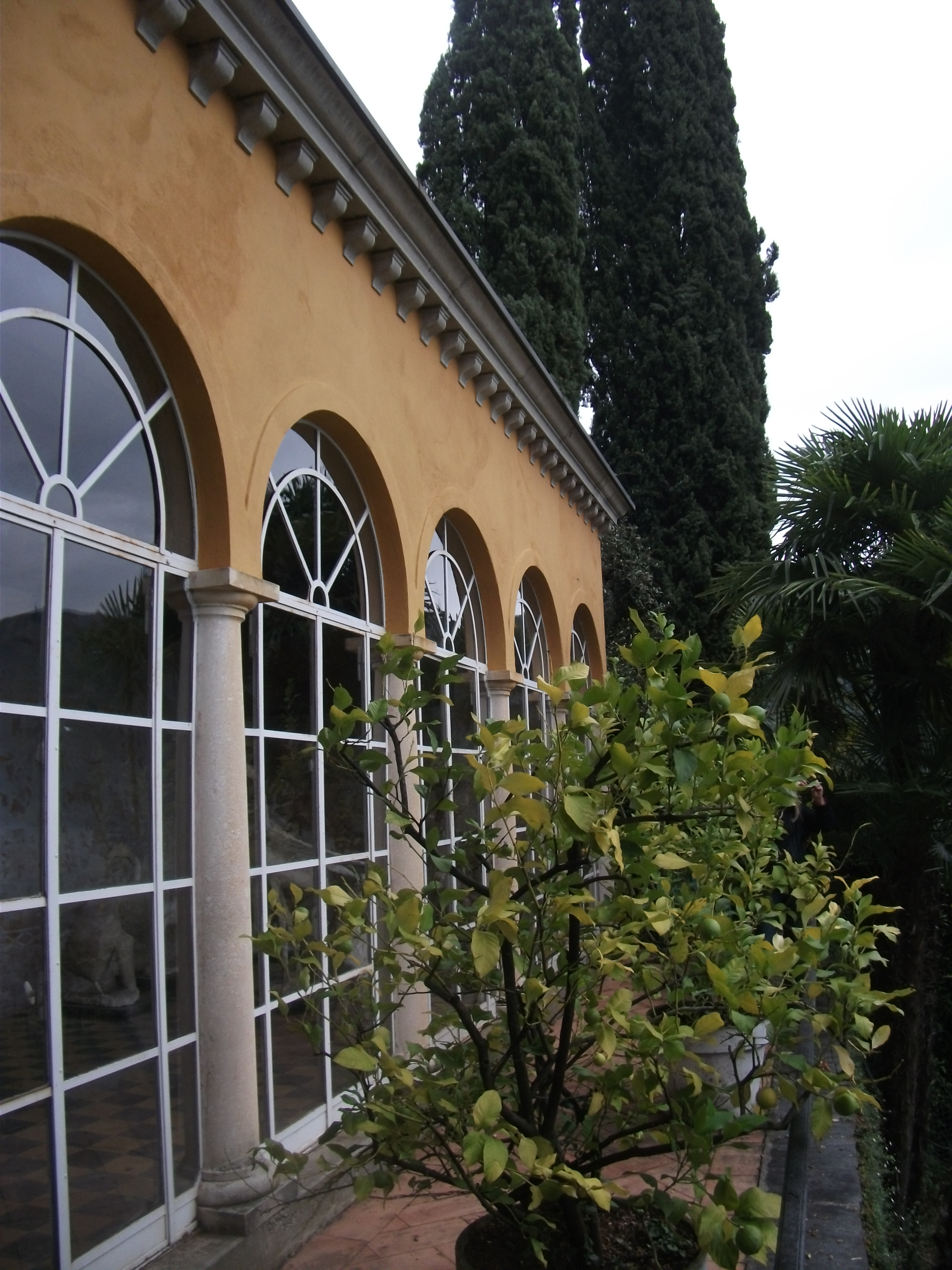
Limonaia
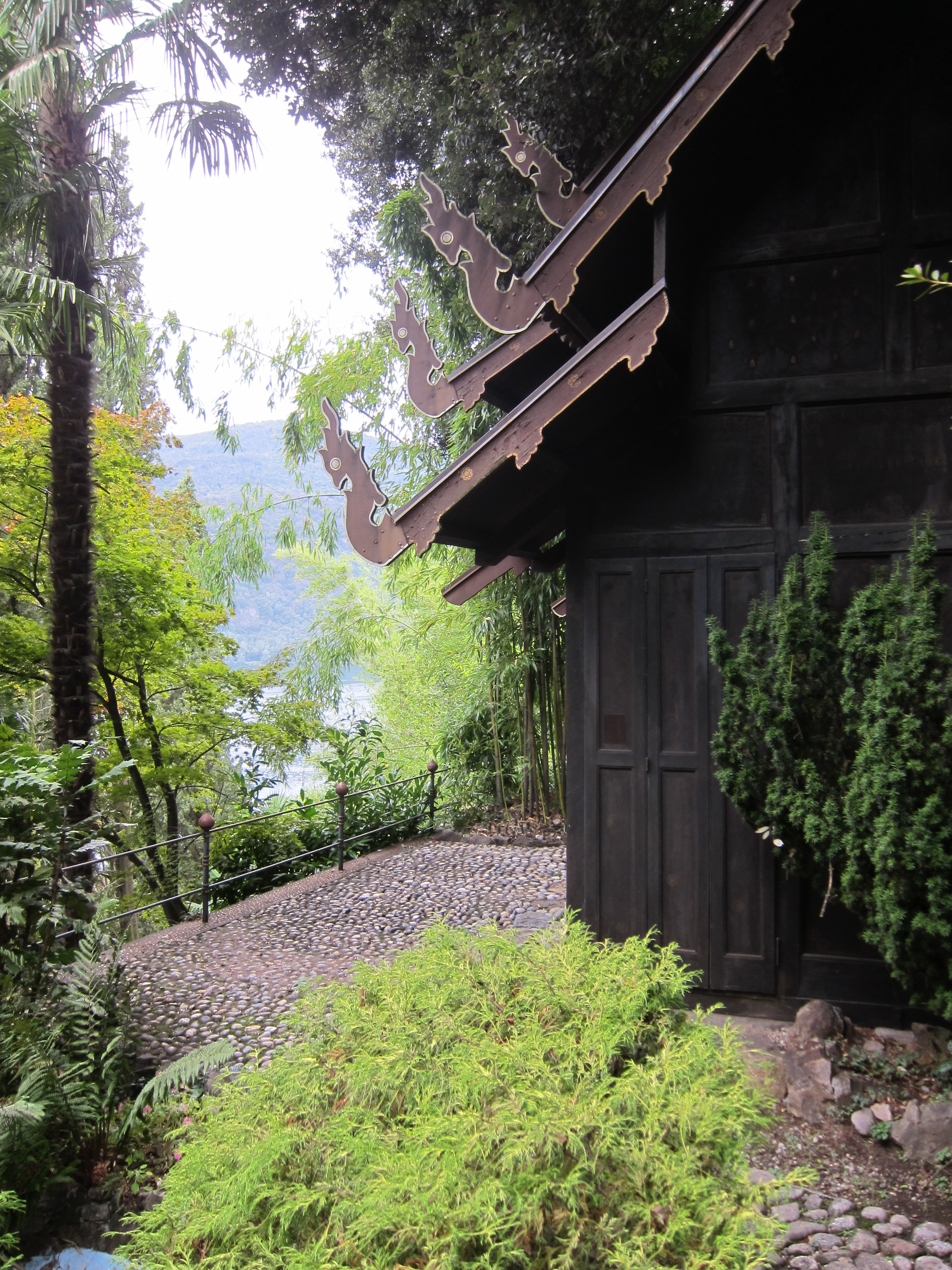
Siamees theehuis
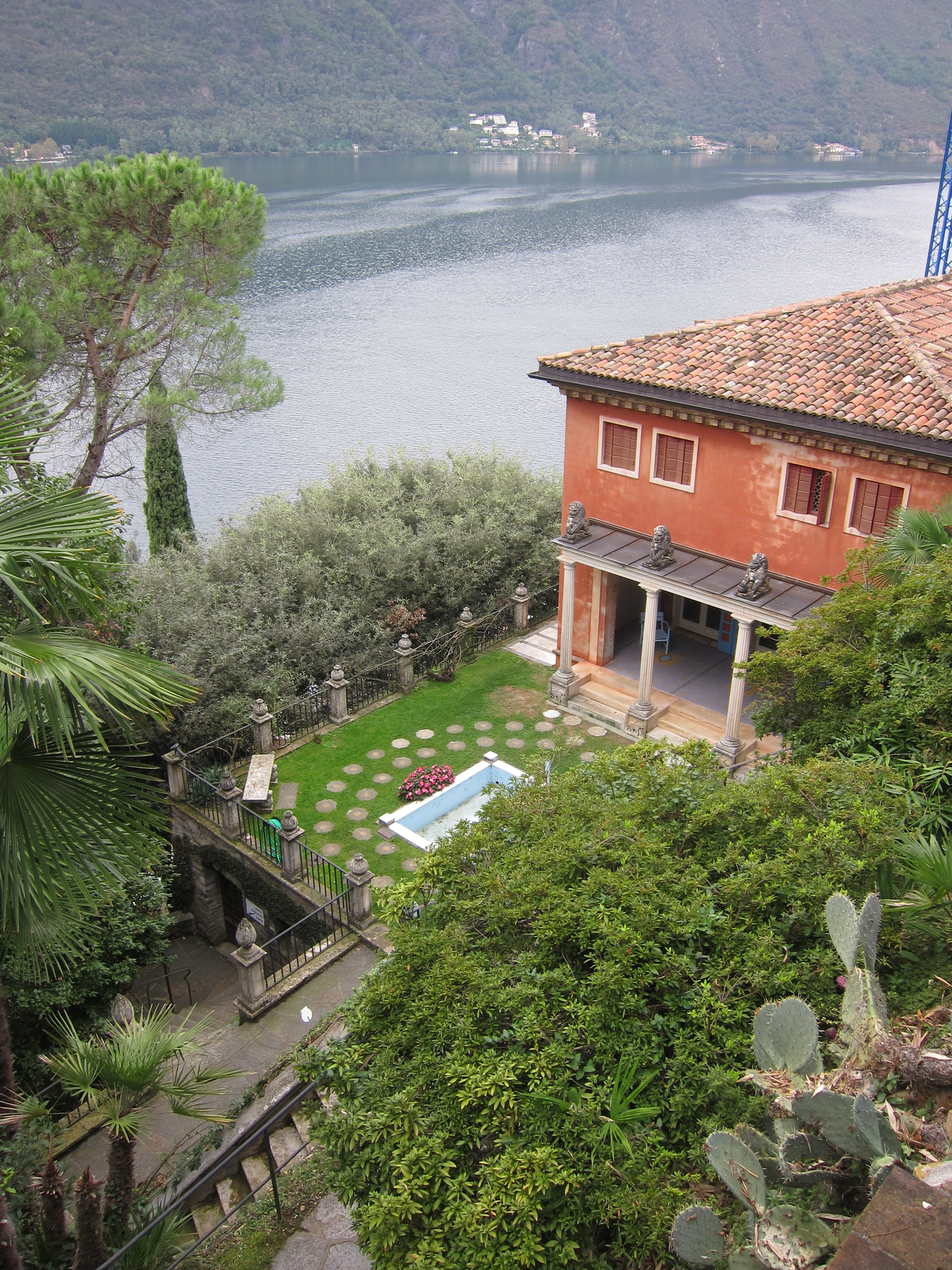
Indiaas huis
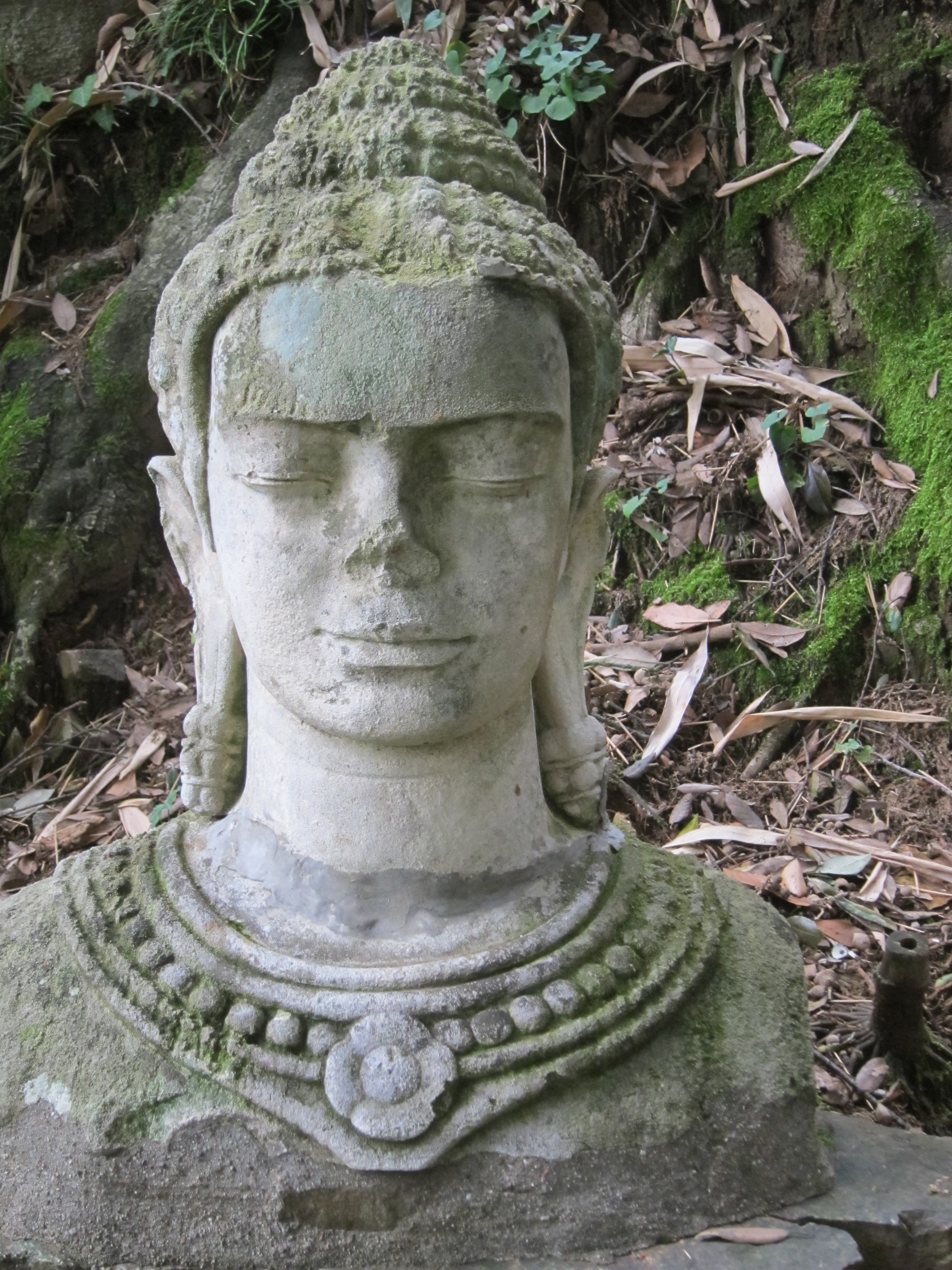
Tuinsculptuur
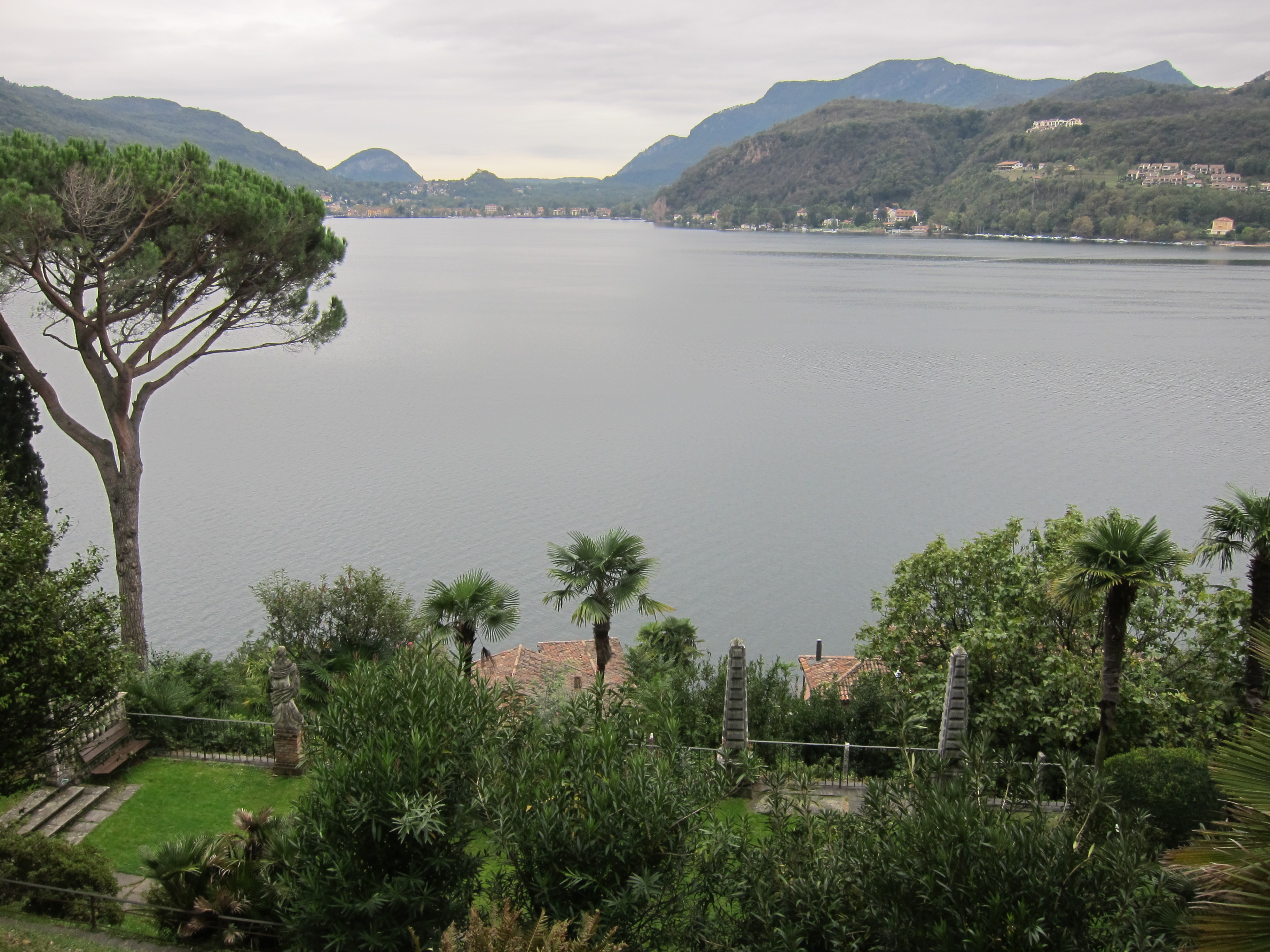
Uitzicht op het meer van Lugano
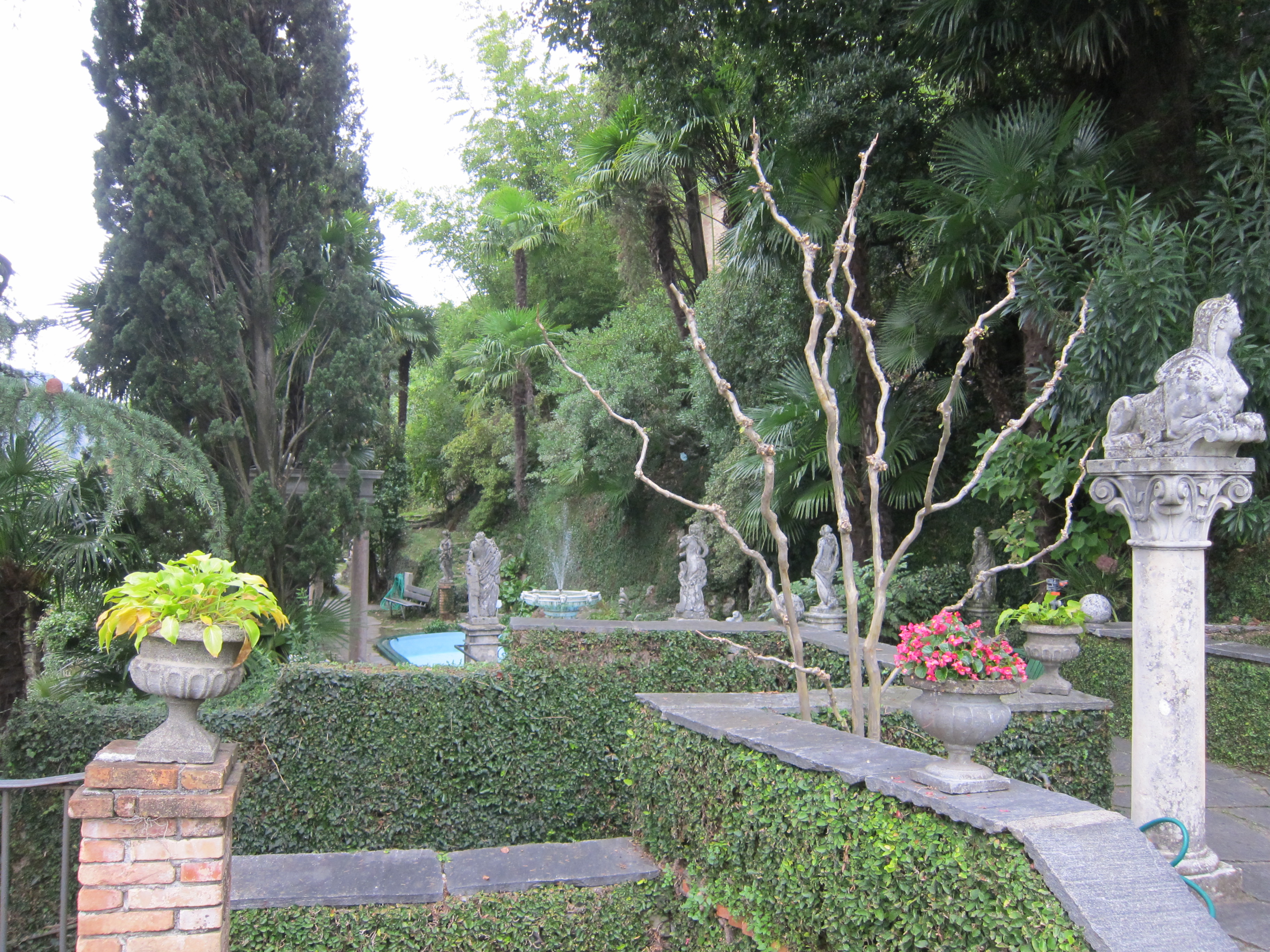
Romeinse fontein